# West Newton (Pennsylvanie)
West Newton est un borough situé dans le comté de Westmoreland, dans l’État de la Pennsylvanie aux États-Unis. En 2010, sa population est de 2 633 habitants.

## Source de la traduction
- (en) Cet article est partiellement ou en totalité issu de l’article de Wikipédia en anglais intitulé « West Newton, Pennsylvania » (voir la liste des auteurs).